# Un passatemps nord-americà
 Un passatemps nord-americà (American Pastime) és una pel·lícula estatunidenca de Desmond Nakano estrenada el 2007, rodada en el Topa War Relocation Center, un campament de presoners a Utah que va acollir milers de persones durant l'internament d'americans japonesos durant la Segona Guerra Mundial. Aquesta ficció relata la vida quotidiana als camps d'internament dels americans d'origen japonès establerts als Estats Units d'Amèrica després de l'atac a Pearl Harbor el 1941. Una de les molt rares distraccions d'aquests presoners era el beisbol. Aquesta pel·lícula ha estat doblada al català.
La pel·lícula és una narrativa dramàtica, basada en esdeveniments reals i descriu la vida dins els campaments d'internament, on el beisbol era una de les diversions de la realitat de les vides dels internats. Les localitzacions van ser filmades en cru, en una terra desolada, no lluny del lloc del campament d'internament real.

## Argument
La primera escena mostra la vida de la família Nomura, una família americana típica de descendents de japonesos el 1941, va composta de pares nascuts al Japó i fills nascuts als EUA (en aquest cas, dos fills, Lane i Lyle).
Són forçats a deixar la seva casa a Los Angeles seguint la infame Ordre Executiva 9066, signada per Franklin Delano Roosevelt. L'ordre 9066 permetia l'exclusió d'americans japonesos de la Costa oest dels Estats Units, i es mostren imatges històriques reals sobre aquestes famílies, la majoria dels quals havíen (com els fills Nomura) nascut com a ciutadans americans.

## Repartiment
- Olesya Rulin: Cathy Reyes
- K.J. Adachi: Little bambino
- Richard Allen: Joe Johnson
- Chris Beames: el nen
- Carlton Bluford: Lester Johnson
- Big Budah: Bambino Hirose
- Gary Cole: Billy Burrell
- Sarah Drew: Katie Burrell

## Enllaços exters
- Un passatemps nord-americà a Goita què fan, ara!